# Cuisine inuite
 (décembre 2018).
Si vous disposez d'ouvrages ou d'articles de référence ou si vous connaissez des sites web de qualité traitant du thème abordé ici, merci de compléter l'article en donnant les références utiles à sa vérifiabilité et en les liant à la section « Notes et références ».

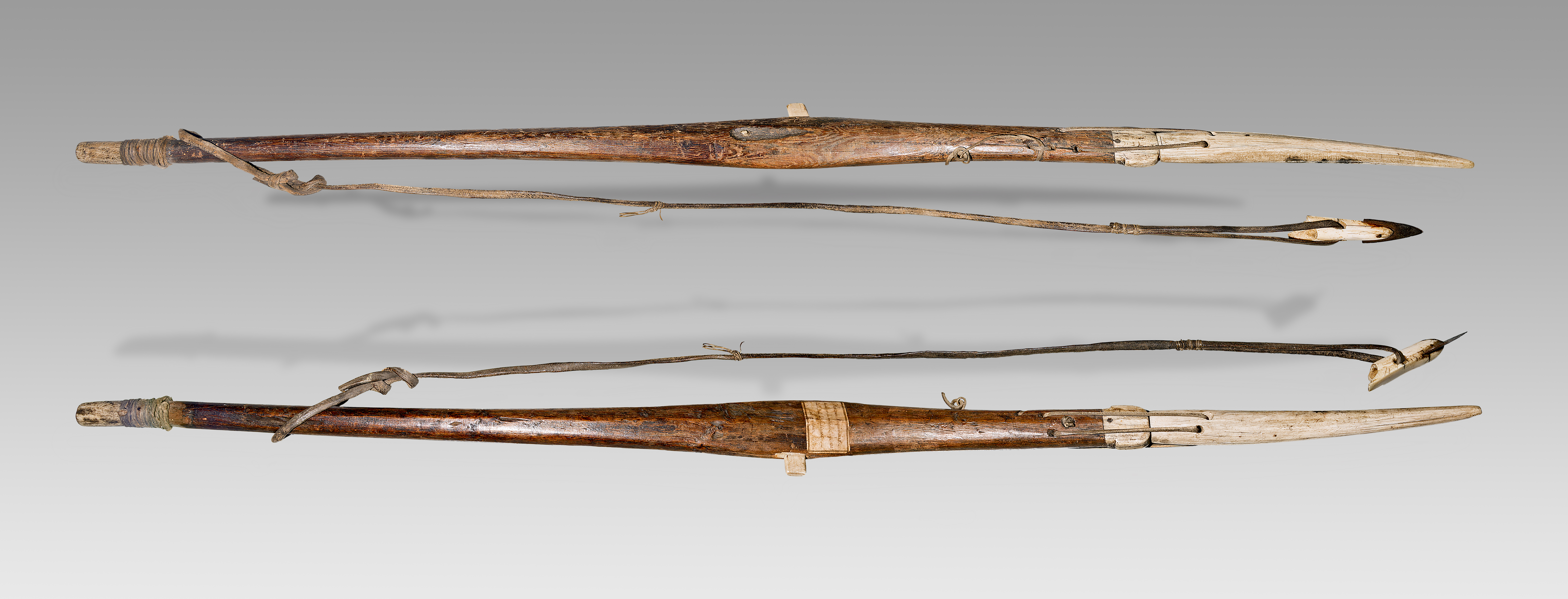
Harpon Unaaq MHNT

La cuisine inuite traditionnelle est composée d'aliments crus provenant de la pêche et de la chasse.
On peut aussi cuisiner du bouillon de renne ou de la viande d'ours polaire et, en fonction de ce qu'offre le milieu de vie (banquise/forêt), sont aussi confectionnées des galettes (baniques). 
Des banquets sont organisés et comptent de la viande crue, mangée avec les doigts, parfois assis sur le sol. 
- quelquefois de la baleine,
- rennes,
- ours.